# Sites d'émission de Landouzy-la-Ville

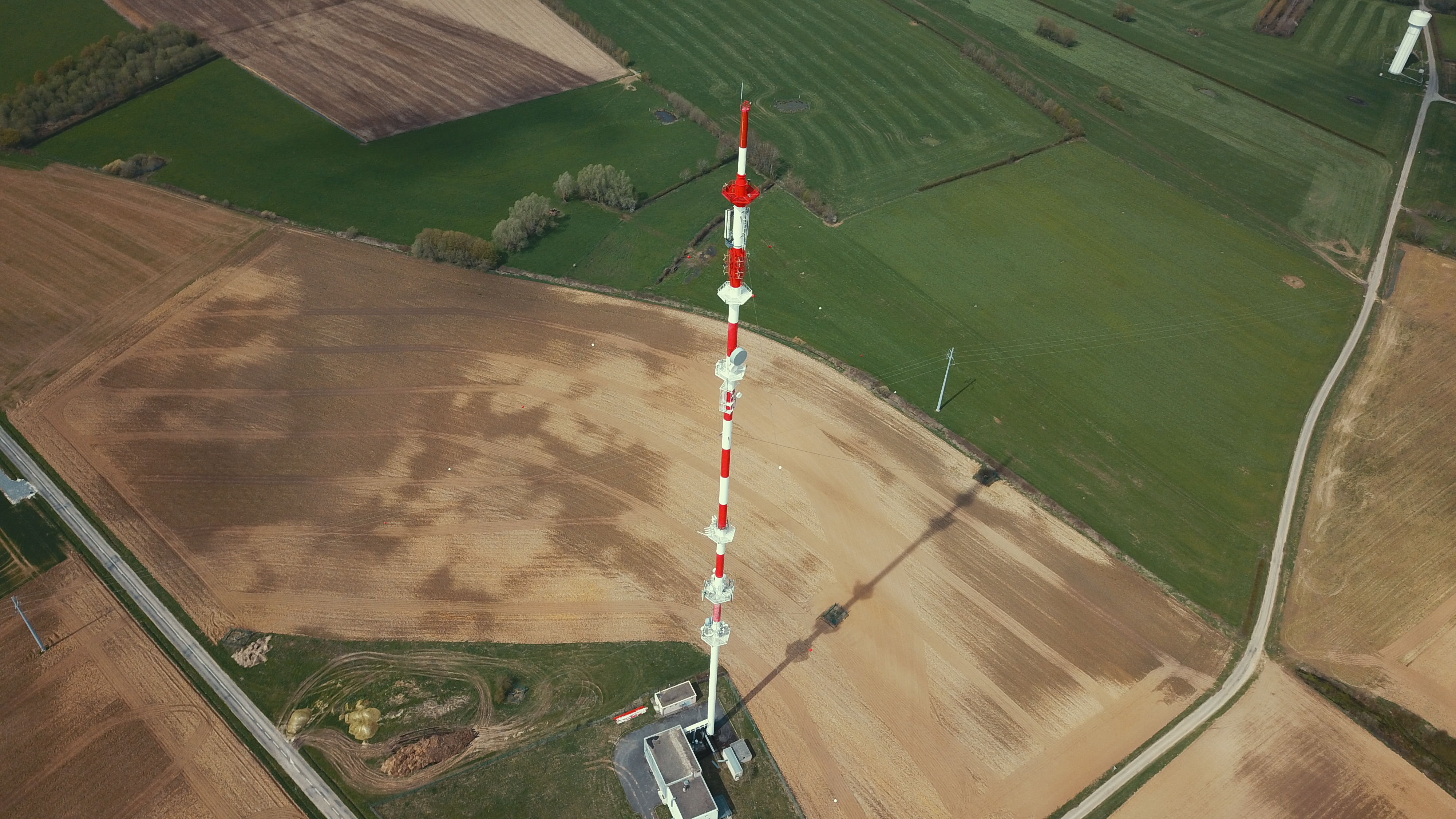

Les sites d'émissions de Landouzy-la-Ville, situés dans l'Aisne en région des Hauts-de-France, sont des installations servant à la diffusion pour la TNT, la radio FM et la téléphonie mobile. Il se trouve à 9 km de la ville d'Hirson. 

## Constitution
Le site de Landouzy-la-Ville comporte 2 pylônes :
- Un pylône haubané haut de 203 mètres situé au lieu-dit "le Chaudron", à l’angle de la rue de Vervins et de la rue du Chaudron. Il appartient à TDF.

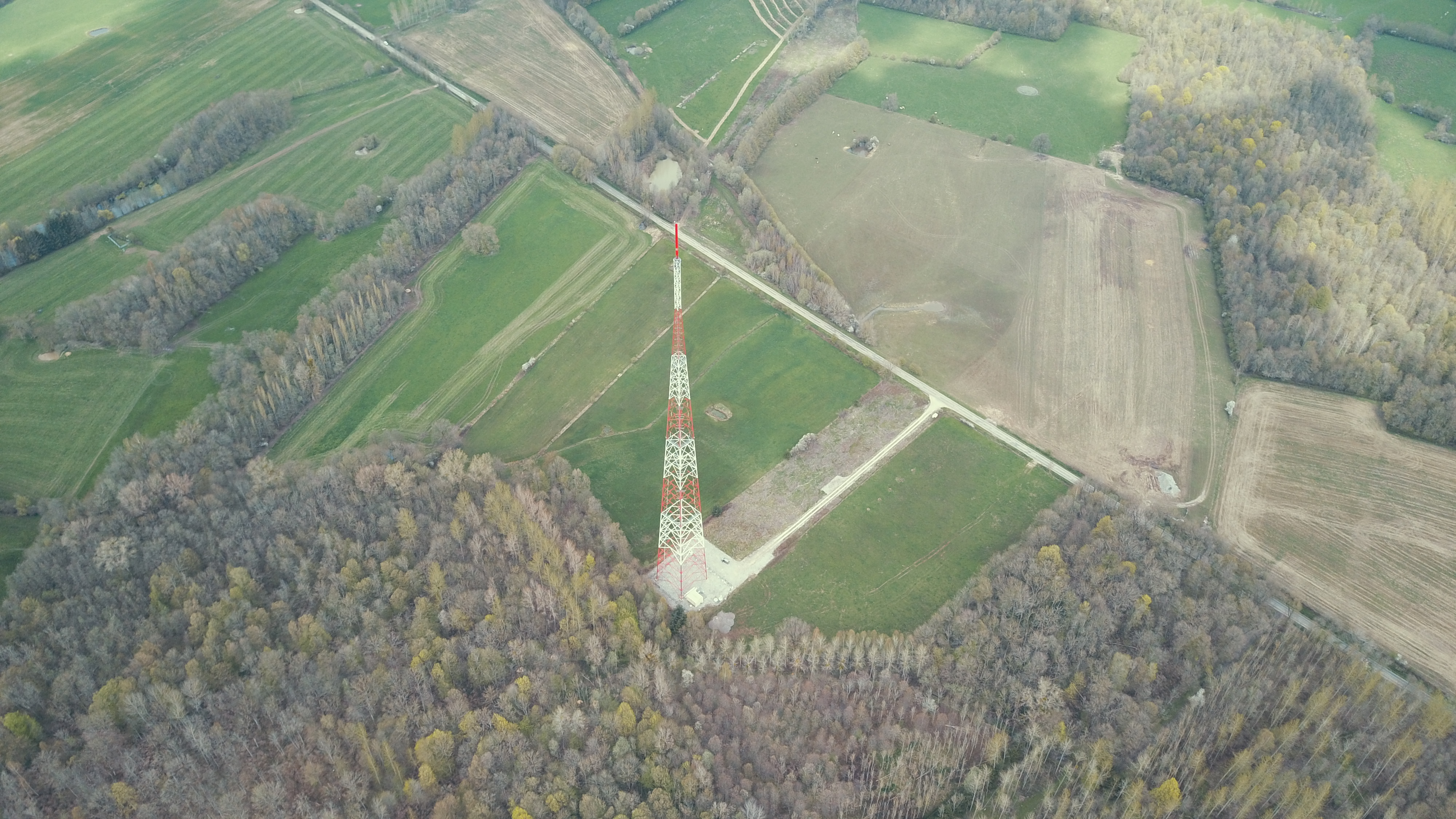

- Un pylône autostable haut de 201 mètres, situé au lieu-dit "le Pinacle" (rue de Vervins), à 3 km du pylône haubané. Il appartient à Itas Tim.

## Télévision

### Analogique
| Chaîne            | Canal | Puissance (PAR) |
| ----------------- | ----- | --------------- |
| TF1               | 54H   | 430 kW          |
| France 2          | 48H   | 430 kW          |
| France 3 Picardie | 51H   | 430 kW          |

Ces 3 émetteurs analogiques se sont arrêtés le 2 février 2011. À noter que Canal+, France 5 / Arte et M6 étaient diffusées depuis l’émetteur des Champs Elysées (rue des Cités). Canal+ a cessé d'émettre en analogique dans la région le 14 avril 2010.

### Numérique
Canaux, puissances et diffuseurs des multiplexes
Le pylône haubané du Chaudron émet tous les multiplex.
Le multiplex R6 fut diffusé depuis le pylône du "Pinacle" entre le 21 juillet 2015 et le 13 avril 2021.
| Multiplex | Canaux | Puissances (PAR) | Diffuseur |
| --------- | ------ | ---------------- | --------- |
| R1        | 48H    | 80 kW            | TDF       |
| R2        | 32H    | 22 kW            | TDF       |
| R3        | 27H    | 22 kW            | TDF       |
| R4        | 25H    | 79 kW            | TDF       |
| R6        | 35H    | 79 kW            | TDF       |
| R7        | 39H    | 79 kW            | TDF       |

Composition des multiplexes
Les multiplexes présentées ci-dessous émettent depuis le 5 avril 2016, date du passage à la TNT en HD (norme MPEG-4). Elle marque la disparition des multiplexes R5 et R8, l'arrêt de la diffusion en doublon SD/HD de TF1, France 2, M6 et Arte, le passage en clair de la chaîne LCI et, le 1er septembre 2016, le démarrage de France Info.

#### Multiplex R1
| LCN | Nom de la chaîne  |
| --- | ----------------- |
| 2   | France 2          |
| 3   | France 3 Picardie |
| 14  | France 4          |
| 27  | France Info       |
| 34  | MATÉLÉ            |

#### Multiplex R2
| LCN | Nom de la chaîne |
| --- | ---------------- |
| 8   | C8               |
| 15  | BFM TV           |
| 16  | CNews            |
| 17  | CStar            |
| 18  | Gulli            |

#### Multiplex R3
| LCN | Nom de la chaine |
| --- | ---------------- |
| 4   | Canal+           |
| 26  | LCI              |
| 41  | Paris Première   |
| 42  | Canal+ Sport     |
| 43  | Canal+ Cinéma(s) |
| 45  | Planète+         |

#### Multiplex R4
| LCN | Nom de la chaîne |
| --- | ---------------- |
| 5   | France 5         |
| 6   | M6               |
| 7   | Arte             |
| 9   | W9               |
| 22  | 6ter             |

#### Multiplex R6
| LCN | Nom de la chaîne |
| --- | ---------------- |
| 1   | TF1              |
| 10  | TMC              |
| 11  | TFX              |
| 12  | NRJ 12           |
| 13  | LCP              |

#### Multiplex R7
| LCN | Nom de la chaîne |
| --- | ---------------- |
| 20  | TF1 Séries Films |
| 21  | L'Équipe         |
| 23  | RMC Story        |
| 24  | RMC Découverte   |
| 25  | Chérie 25        |

## Radio
En raison de sa proximité avec Hirson (5 km), l'émetteur de Landouzy-la-Ville émet 4 radios publiques et 3 radios privées.
| Fréquence | Radio          | Catégorie | Puissance | Code RDS (PS) |
| --------- | -------------- | --------- | --------- | ------------- |
| 93.0      | RFM            | D         | 1 kW      | __RFM___      |
| 94.4      | France Inter   | Publique  | 5 kW      | __INTER_      |
| 94.9      | Nostalgie      | D         | 1 kW      | NOSTALGI      |
| 97.2      | France Musique | Publique  | 5 kW      | MUSIQUE_      |
| 98.5      | RTL            | E         | 1 kW      | __RTL___      |
| 99.7      | France Culture | Publique  | 5 kW      | _CULTURE      |
| 101.3     | Ici Picardie   | Publique  | 5 kW      | ICIPICAR      |

## Téléphonie mobile[6]
| Opérateur        | 2G  | 3G  | 4G  | FH  |
| ---------------- | --- | --- | --- | --- |
| SFR              | Oui | Oui | Oui | Oui |
| Bouygues Telecom | Oui | Oui | Oui | Oui |
| Free             | Non | Oui | Oui | Oui |